# Kościół św. Mateusza w Norrköping
Kościół św. Mateusza w Norrköping (szw. Matteus kyrka, Norrköping) – kościół parafialny szwedzkiego kościoła ewangelicko-luterańskiego w parafii Norrköpings S:t Olofs församling w Norrköping, w diecezji Linköping.
Kościół został wzniesiony w stylu neogotyckim przez architekta Helgo Zettervalla w latach 1887-1892. Konsekracji świątyni dokonał 8 maja 1892 ówczesny biskup Linköping, Carl Alfred Cornelius.
Kościół św. Mateusza jest świątynią halową, trójnawową. Od wschodu ma wieżę wysoką na 64 m, która jest otoczona czterema pinaklami. Na wieży zawieszone są trzy dzwony, ważące odpowiednio 2107, 1246 i 811 kg.
Kościół ma status zabytku sakralnego według rozdz. 4 Kulturminneslagen (pol. Prawo o pamiątkach kultury) ponieważ został wzniesiony do końca 1939 (3 §).